# Усинский курган
Уси́нский курган или гора Лепёшка — гора у слияния рек Усы и Волги, на северо-западе Самарской Луки. С этой горы начинается гряда Жигулевских гор, идущая далее на восток параллельно Волге.
Усинский курган — одно из самых красивых мест Самарской Луки, с него открывается вид на Куйбышевское водохранилище и соседний Молодецкий курган. За своеобразный приплюснутый вид его также называют "гора Лепёшка". Поднимаясь плавно с южной стороны, курган каменной стеной обрывается в стороны Волги и Усы.
После заполнения Куйбышевского водохранилища уровень воды повысился без малого на 30 метров, и теперь берег почти вертикально уходит под воду.

## Геология
Усинский курган (гора Лепёшка) является геологическим объектом каменноугольного возраста. Плоский, поросший степными травами, он на десятки метров поднимается из воды отвесной стеной с чёткими пластами пород, возраст которых — около 300 миллионов лет.
Со стороны Усинского залива Усинский курган представляет собой каменную стену, состоящую из множества слоёв, представленных морскими отложениями. Здесь можно найти многочисленные отпечатки и окаменелости: моллюсков, стебли морских лилий, сеточки мшанок, фрагменты колоний кораллов.

## История
Усинский курган был излюбленным местом разбойников (ушкуйников), потому что с него имелся хороший обзор Волги как вверх, так и вниз по течению. Это позволяло им быть готовыми к нападению задолго до приближения торгового каравана.
В 1614 году на горе был основан государственный осторожек для наблюдения за воинскими и проезжими людьми, а также мятежниками. Стрелецкий голова Гордей Пальчиков писал об этом воеводам князю Ивану Одоевскому и Семену Головину так: «В нынешнем, государь в 122 году Апреля в 20 день по вашему указу, приехал я на усть Усы реки, и осторожек поставил с стрельцы моего приказу, и всякие острожные крепости поделали».
В 1722—1723 годах на горе существовал мужской монастырь. Монахи жили по одному, каждый в своей келье. Часовня и дом настоятеля были построены из дерева на вершине горы. Об этом сообщает шотландец Питер Генри Брюс (en:Peter Henry Bruce) (1692—1757) — военный инженер, состоявший на службе у Петра I и сопровождавший его во время Персидского похода по Волге.
Следы от строений прошлых веков до сих пор сохранились на вершине горы.

## Галерея
- Гора Лепёшка и устье реки Уса
- Вид сверху на Усинский курган